# 竞逐富强
《竞逐富强：公元1000年以来的技术、军事与社会》（英語：The Pursuit of Power: Technology, Armed Force, and Society since A.D. 1000）是美国历史学家威廉·H·麦克尼尔的著作，主题为比较史和军事技术史，1982年由芝加哥大學出版社出版。